# Indokínai disznószarvas
Az indokínai disznószarvas (Hyelaphus annamiticus) az emlősök (Mammalia) osztályának párosujjú patások (Artiodactyla) rendjébe, ezen belül a szarvasfélék (Cervidae) családjába és a szarvasformák (Cervinae) alcsaládjába tartozó faj.

## Rendszertani besorolása
Ezt a szarvasfajt korábban a disznószarvas (Hyelaphus porcinus) alfajának vélték, azonban a kutatások bebizonyították, hogy egy önálló fajról van szó. Ámbár ezzel az új rendszertani besorolással nem minden biológus ért egyet.

## Előfordulása
Az indokínai disznószarvas előfordulási területe manapság Kambodzsa, Laosz, Kína déli része és Vietnám. Korábban Thaiföldön is előfordult, azonban ott a túlvadászás miatt kihalt.

## Fordítás
- Ez a szócikk részben vagy egészben  az   Indochinese hog deer című angol Wikipédia-szócikk ezen változatának fordításán alapul.  Az eredeti cikk szerkesztőit annak laptörténete sorolja fel. Ez a jelzés csupán a megfogalmazás eredetét és a szerzői jogokat jelzi, nem szolgál a cikkben szereplő információk forrásmegjelöléseként.